# Antoinette du Ligier de la Garde Deshoulières
Antoinette du Ligier de la Garde Deshoulières (París, 1 de gener de 1638 - 17 de febrer de 1694) va ser una poetessa i filòsofa francesa.

## Biografia
Antoinette du Ligier de la Garde va néixer a París, en una família aristocràtica. Era filla de Melchior du Ligier, senyor de la Garde, chevalier de l’ordre du roi, majordom de les reines María de Médici i Ana d'Àustria.
Va rebre una educació acurada i molt completa, que incloïa coneixements de llatí, espanyol i italià, i estudià narrativa, poesia i filosofia sota la direcció del seu tutor, el poeta Jean Hesnault, que la introduí en el naturalisme filosòfic i li proporcionà la lectura del filòsof i matemàtic Pierre Gassendi i del filòsof llatí Lucreci.
A l'edat de tretze anys es va casar amb Guillaume de Boisguerin, senyor Deshoulières, que va seguir al príncep de Condé com a tinent coronel d'un dels seus regiments a Flandes. Després de tornar per un temps a la casa dels seus pares, on Antoinette du Ligier de la Garde Deshoulières es va dedicar a escriure poesia i a estudiar, es va reunir amb el seu marit a l'exili, a Rocroi, prop de Brussel·les. Va ser demandada pel govern pels deutes d'ell, per la qual cosa el 1657 va ser empresonada al castell de Wilworden. Després d'uns mesos, va ser alliberada pel seu espòs, i obtingueren un indult de Lluís XIV.
Un cop proclamada l'amnistia van tornar a França, on Madame Deshoulières aviat es va convertir en un personatge de gran prestigi a la cort i en la societat literària i es va guanyar l'amistat i l'admiració de les personalitats literàries més eminents de l'època. Convertida en referent de l'estil, l'anomenaren «la desena musa» i «la calíope francesa». El seu marit en va demanar la separació.

## Salonnière
Deshoulières va començar a dirigir aleshores un saló al seu petit apartament de la rue de l'Homme armé a París, que va atreure diversos autors coneguts pel seu llibertinisme, com Isaac de Benserade, Jacques Vallée, senyor des Barreaux, Bernard de la Monnoye, Gilles Ménage, Philippe Quinault, Paul Pellisson...

## Obra

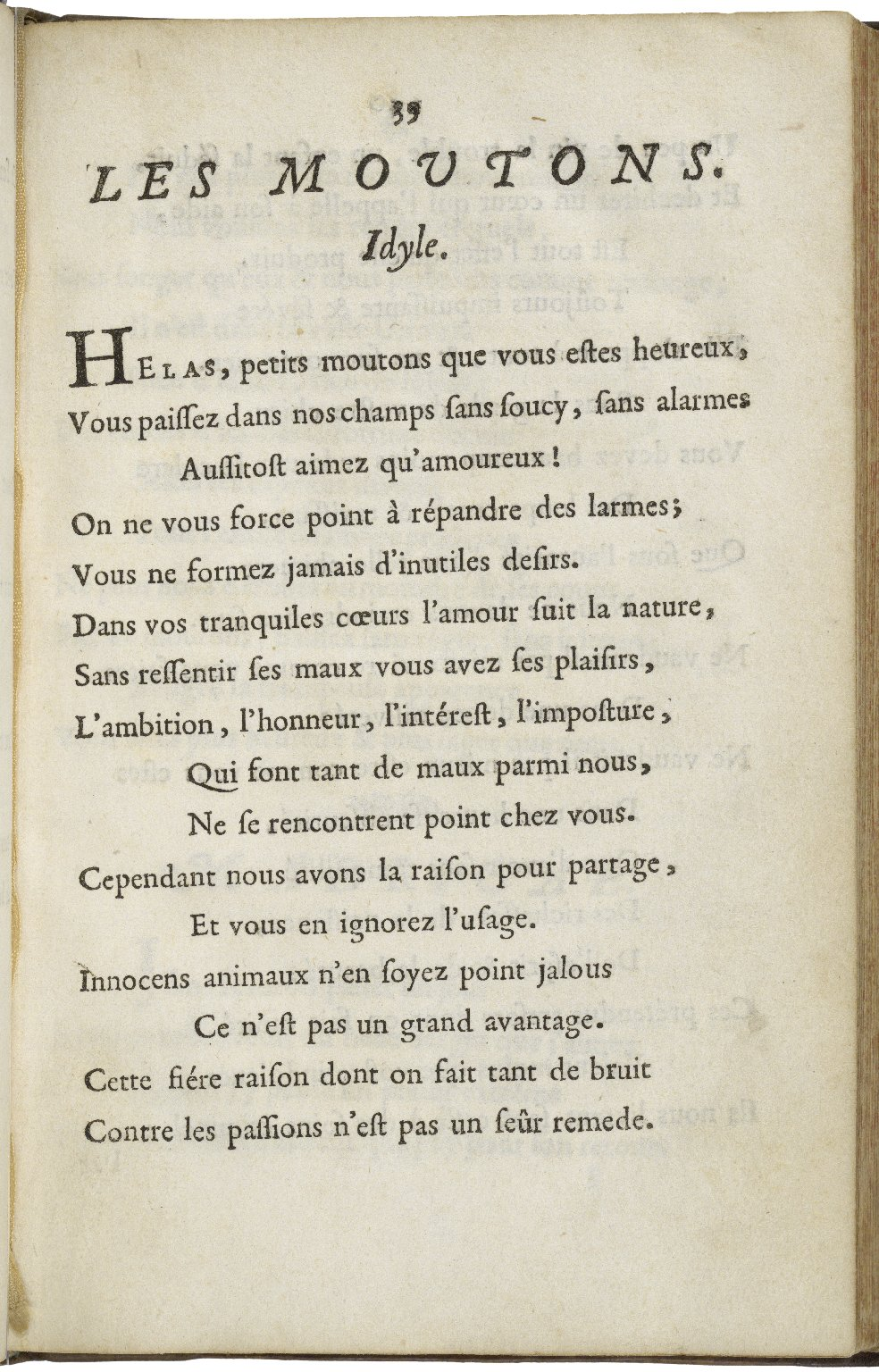
Idil·li Les Moutons, de Mme Deshoulières, 1688

Al 1672 Deshoulières va publicar el seu primer «Idil·li» a Le Mercure galant, que fou seguit d'una gran producció poètica al llarg de les dues dècades següents. Els seus poemes inclouen gairebé totes les formes: odes, èglogues, idil·lis, elegies, chansons, balades, madrigals, rondalles, màximes, paràfrasis bíbliques... També va escriure obres dramàtiques, comèdia, tragèdia –Jules-Antoine i Genséric (1680)– i llibrets per a òpera, Zoroastre (1680).
La seva amistat amb Corneille la va fer prendre partit pel Phèdre de Nicolas Pradon i arrenglerar-se contra el de Racine. També s'oposà a Boileau, defensor de la preceptiva clàssica, en la baralla entre els antics i els moderns. Voltaire la va considerar una de les millors poetes franceses i la seva obra va ser objecte de vint edicions diferents fins a la de les obres completes el 1810.

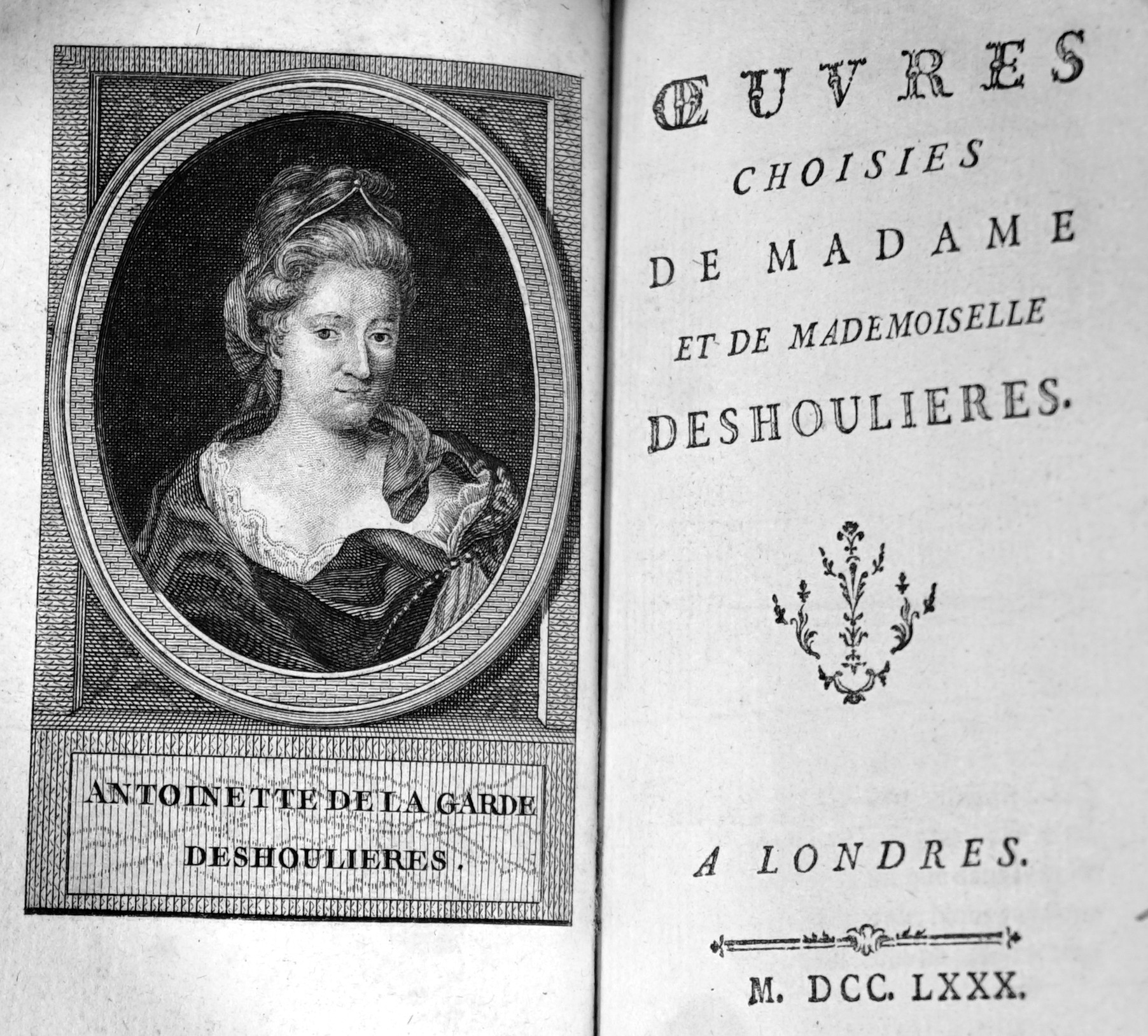
Una edició de la seva obra a Londres el 1780

## La seva filosofia
Els poemes més filosòfics mostren la seva apreciació de com l'instint és la causa de l'activitat intel·lectual que sovint s'ha atribuït a l'esperit. Les suposades virtuts morals són per a Deshoulières la manifestació dels instints físics i l'activitat considerada espiritual és causada per l'òrgan físic del cervell.
La seva teoria filosòfica nega les diferència entre els éssers humans i els altres éssers vius i estableix que en comptes de ser superiors als altres animals, com se senten, els éssers humans són inferiors, per tal com els sembla tenir una raó i una llibertat que són, en realitat, il·lusòries.

## Reconeixement

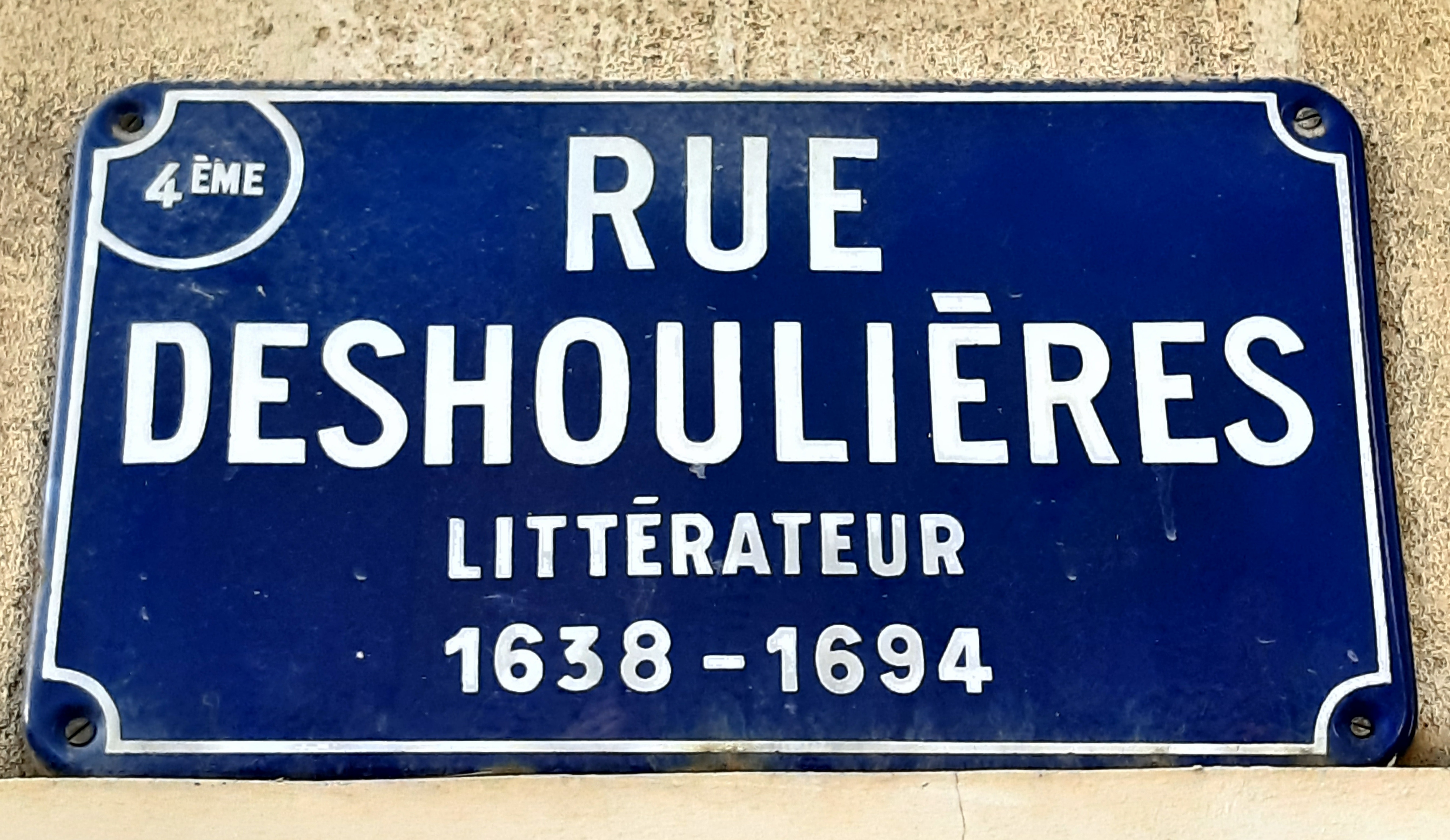

Va ser escollida membre de l'Acadèmia de Ricovrati de Pàdua i de l'Acadèmia d'Àries, la qual cosa li va donar una gran reputació entre els seus contemporanis. A pesar que se li va prohibir l'afiliació pel fet de ser dona, Deshoulières va rebre també el reconeixement de l'Acadèmia Francesa.
El 1688, el rei Lluís XIV li va atorgar una pensió de 2000 lliures, consagrant-la com una de les principals autores del país.